# Adetokunbo Adegboyega Ademola
Sir Adetokunbo Adegboyega Ademola (* 1. Februar 1906 in Abeokuta, Nigeria; † 29. Januar 1993 in Lagos) war ein nigerianischer Rechtsanwalt und Richter. Er war von 1958 bis 1972 der erste in Nigeria geborene Vorsitzende des Obersten Gerichts und Mitbegründer der Juristenausbildung in Nigeria.
Adetokunbo Adegboyega Ademola war ein Sohn von Sir Ladapo Ademola II, König der Egba. Er besuchte das King’s College in Lagos und das Selwyn College in Cambridge. Er studierte am Middle Temple in London und erhielt 1934 seine Anwaltszulassung. Nach seiner Rückkehr war er in Nigeria als Rechtsanwalt und im Staatsdienst tätig. 1949 wurde er von den Kolonialbehörden in das Oberste Gericht berufen, 1955 Chief Justice der Western Region. Er behielt seine Position auch nach der Unabhängigkeit Nigerias im Jahr 1960.
Ab 1975 war er Kanzler der University of Nigeria und ab 1978 Vorsitzender der Commonwealth Foundation. 1957 wurde er als Knight Bachelor („Sir“) geadelt, 1963 zum Privy Counsellor ernannt und als Knight Commander in den Order of the British Empire aufgenommen.